# Max Gemminger
Max Gemminger (ur. 23 stycznia 1820 w Monachium, zm. 18 kwietnia 1887 w Monachium) – niemiecki entomolog, zajmował się głównie systematyką chrząszczy. Razem z Edgarem von Haroldem opracował Catalogus Coloepterorum Hucusque Descriptorum.